# Ludwika Koburg (księżna Fife)

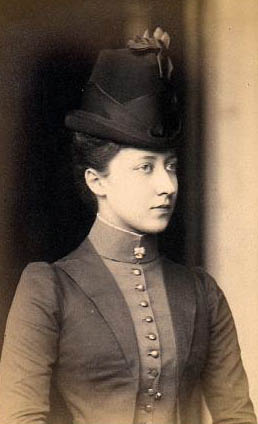
Ludwika Koburg

Ludwika, księżniczka królewska, właśc. ang. Louise, Princess Royal and Duchess of Fife, Louise Victoria Alexandra Dagmar (ur. 20 lutego 1867, w Marlborough House, zm. 4 stycznia 1931, w Londynie) – księżniczka królewska (Princess Royal), księżna Fife, córka króla Wielkiej Brytanii Edwarda VII oraz królowej Aleksandry.

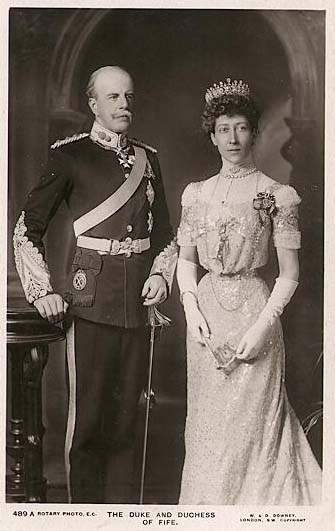
Ludwika Koburg z mężem.

Była młodszą siostrą króla Jerzego V. 27 czerwca 1889 w prywatnej kaplicy Buckingham Palace wyszła za mąż za Aleksandra Duffa, szóstego earla Fife. Dwa dni po ślubie jej mąż został mianowany księciem Fife i markizem Macduff. Para miała trójkę dzieci:
1. Alastaira Duffa, markiza Macduff (ur. i zm. 1890),
2. Lady Aleksandrę Duff (17 maja 1891 – 26 lutego 1959), żonę swojego brata ciotecznego księcia Artura Connaught (1883–1938),
3. Lady Maud Duff (3 kwietnia 1893 – 14 grudnia 1945), żonę Charlesa Carnegiego, jedenastego earla Southesk.

9 listopada 1905 król Edward VII nadał Ludwice tytuł Princess Royal, najwyższy tytuł przewidziany dla żeńskiego członka rodziny królewskiej, tradycyjnie należny każdej kolejnej najstarszej, królewskiej córce. Od tej pory Ludwikę tytułowano oficjalnie HRH The Princess Royal.
W grudniu 1911 roku, podczas podróży do Egiptu, statek, którym płynęła księżniczka i jej rodzina, rozbił się niedaleko Maroka. Książę Fife sam rzucił się na pomoc żonie i dzieciom. Pomimo tego, że wszyscy wyszli cało z wypadku, książę Aleksander rozchorował się i zmarł, prawdopodobnie było to wynikiem katastrofy. Księżna Ludwika po śmierci męża załamała się psychicznie.